# Roberto Gagliardini
Roberto Gagliardini (ur. 7 kwietnia 1994 w Bergamo) – włoski piłkarz występujący na pozycji środkowego pomocnika we włoskim klubie AC Monza.

## Kariera klubowa
Roberto Gagliardini karierę rozpoczął w Atalancie BC, gdzie do kadry pierwszego zespołu został włączony w sezonie 2013–2014. 4 grudnia 2013 zadebiutował w seniorskiej drużynie wygranym 2:0 meczem Pucharu Włoch przeciwko US Sassuolo. Następnie wypożyczany był do drugoligowych AC Cesena, Spezia Calcio i Vicenza Calcio. 15 maja 2016 zadebiutował w Serie A rozgrywając 82 minuty w meczu z Genoą. W kolejnym sezonie był już podstawowym graczem Atalanty.
11 stycznia 2017 Gagliardini został graczem Interu Mediolan. Nerazzurri wypożyczyli pomocnika za 2 miliony euro do końca czerwca 2018. Wówczas mają obowiązek wykupić go za co najmniej 20 milionów euro. Włoch podpisał kontrakt ważny do 2021 roku gwarantujący mu zarobki 1,5 mln euro.

## Kariera reprezentacyjna
Gagliardini przez kilka lat występował w juniorskich i młodzieżowych kadrach Włoch. 7 listopada 2016 Giampiero Ventura powołał go do pierwszej reprezentacji, w której zadebiutował 28 marca 2017 w wygranym 2:1 meczu towarzyskim z Holandią.